# Печерська площа
Пече́рська пло́ща — площа в Печерському районі Києва, місцевість Печерськ. Розташована між вулицями Мала Шияновська, Панаса Мирного, Гусовського, Олександра Копиленка, провулком Євгена Гуцала і вулицею Лєскова.

## Історія
На місці площі з 1800 року стояв дерев'яний католицький Латинський костел, який згорів у 1817 році.
Площа виникла у 1817 році, коли сюди після пожежі Печерського гостиного двору перевели торгові ряди і назвали ринок Новим. 

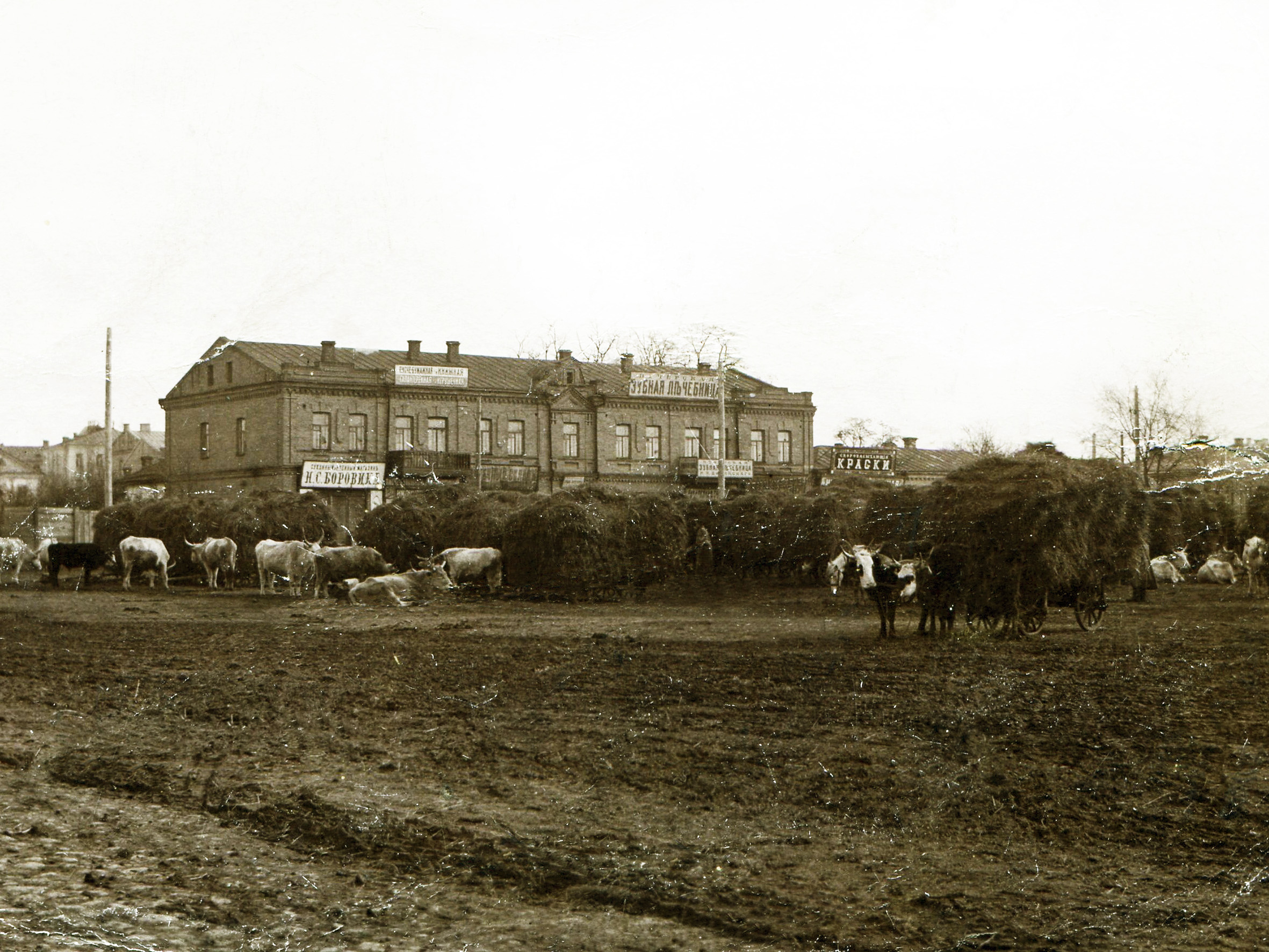
Печерський базар, початок ХХ століття.

У документах XIX століття площу позначали як Новий базар, Печерський базар, Торгова площа, Печерська площа. На карті Києва 1924 року відмічена як Базарна площа. 
У 1926 році міськрада винесла рішення про перейменування Печерської площі на площу Повстання саперів (повстання саперів відбулося в Києві 18 листопада 1905 року під керівництвом поручика Бориса Жаданівського і було придушене царськими військами; казарми 3-ї саперної бригади і 5-го понтонного полку — ініціаторів повстання, розташовувалися на Печерську). Постанову про перейменування площі виконано не було.
З 1839 по 1935 роки на площі була церква Святої Ольги, знищена радянською владою.